# Shenandoah (Häuptling)
Shenandoah [ˈʃeːnandoa] (auch Skenandoa oder Schenando) (* nach 1703; † 11. März 1816) war ein Häuptling (ein sogenannter Pine Tree Chief) der Oneida.
Shenandoah unterstützte die Engländer gegen die Franzosen im Siebenjährigen Krieg. Während der amerikanischen Revolution kämpfte er auf der Seite der amerikanischen Kolonialisten gegen die Engländer und führte eine Gruppe von 250 Oneida- und Tuscarora-Kriegern nach New York. Im Winter 1777/78 hungerten Washingtons Truppen im Valley Forge. Shenandoah veranlasste seinen Stamm, Lebensmittel aus ihren Reserven über mehrere hundert Kilometer zu Fuß herbeizuschaffen.
Viele Orte in den Vereinigten Staaten tragen seinen Namen.
| Personendaten    | Personendaten        |
| ---------------- | -------------------- |
| NAME             | Shenandoah           |
| ALTERNATIVNAMEN  | Skenandoa; Schenando |
| KURZBESCHREIBUNG | Häuptling der Oneida |
| GEBURTSDATUM     | nach 1703            |
| STERBEDATUM      | 11. März 1816        |